# Урмениш (Марамуреш)
Урмениш (рум. Urmeniș) насеље је у Румунији у округу Марамуреш у општини Бајица де суб Кодру. Oпштина се налази на надморској висини од 190 m.

## Становништво
Према подацима из 2002. године у насељу је живело 362 становника, од којих су сви румунске националности.